# Magdaléna Štrompachová
Magdaléna Štrompachová (née Magdolna Drescher à Budapest le 23 septembre 1919 et morte à Bratislava le 17 novembre 1988) est une peintre et restauratrice magyaro-slovaque. Elle fonda une école de beaux-arts avec son mari Ludwig Strompach, où elle fut professeur (1964-1973). Plusieurs artistes sont sortis de cette école, comme leurs enfants.

## Biographie
Magdaléna Štrompachová grandit à Baja. Sa mère était pianiste amateur, et son père était violoniste et professeur de violon.
Ella étudia à l'Université hongroise des beaux-arts. En 1946, elle s'installa à Prague avec son mari, où elle travailla pour un studio cinématographique, et en 1950 en Slovaquie. Depuis 1986, elle vécut entre Budapest et Bratislava.

## Sources
- (sk) Nebudú zabudnutí II. - osobnosti výtvarného života 20. storočia na hornej Nitre  (ISBN 80-967054-4-X).